# Crátera

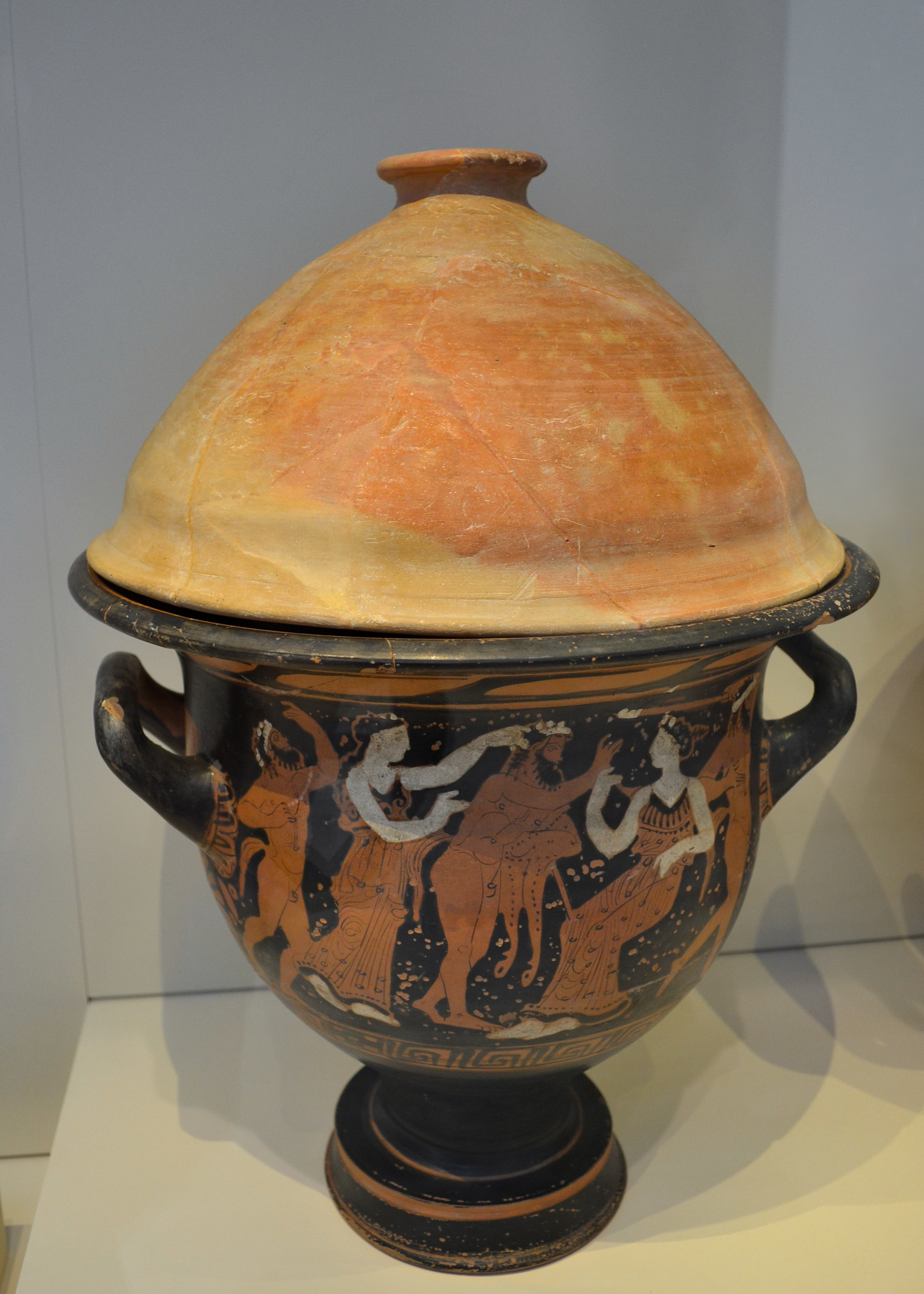
Crátera de campana expuesta en el Museo Arqueológico Nacional de España. Está hecha en arcilla y es del Fue hallada en la necrópolis de Villaricos (Almería), en la tumba 52-I y sirvió para depositar los restos de una incineración. Está decorada con figuras de sátiros (divinidad campestre y lasciva), una ménade (sacerdotisa de Baco) y Ariadna en la cara A, y tres jóvenes con himatión (manto) en la cara B.

Una crátera o cratera ((en griego antiguo: κρατήρ, romanizado: kratēr, en latín: crater)  es un recipiente de cerámica de gran capacidad utilizado en la antigüedad para mezclar vino y agua. Se conoce como una forma de vaso, principalmente en la cerámica griega. En colonias de Italia meridional, como en Apulia, se usaban como urnas cinerarias.

## Historia y uso

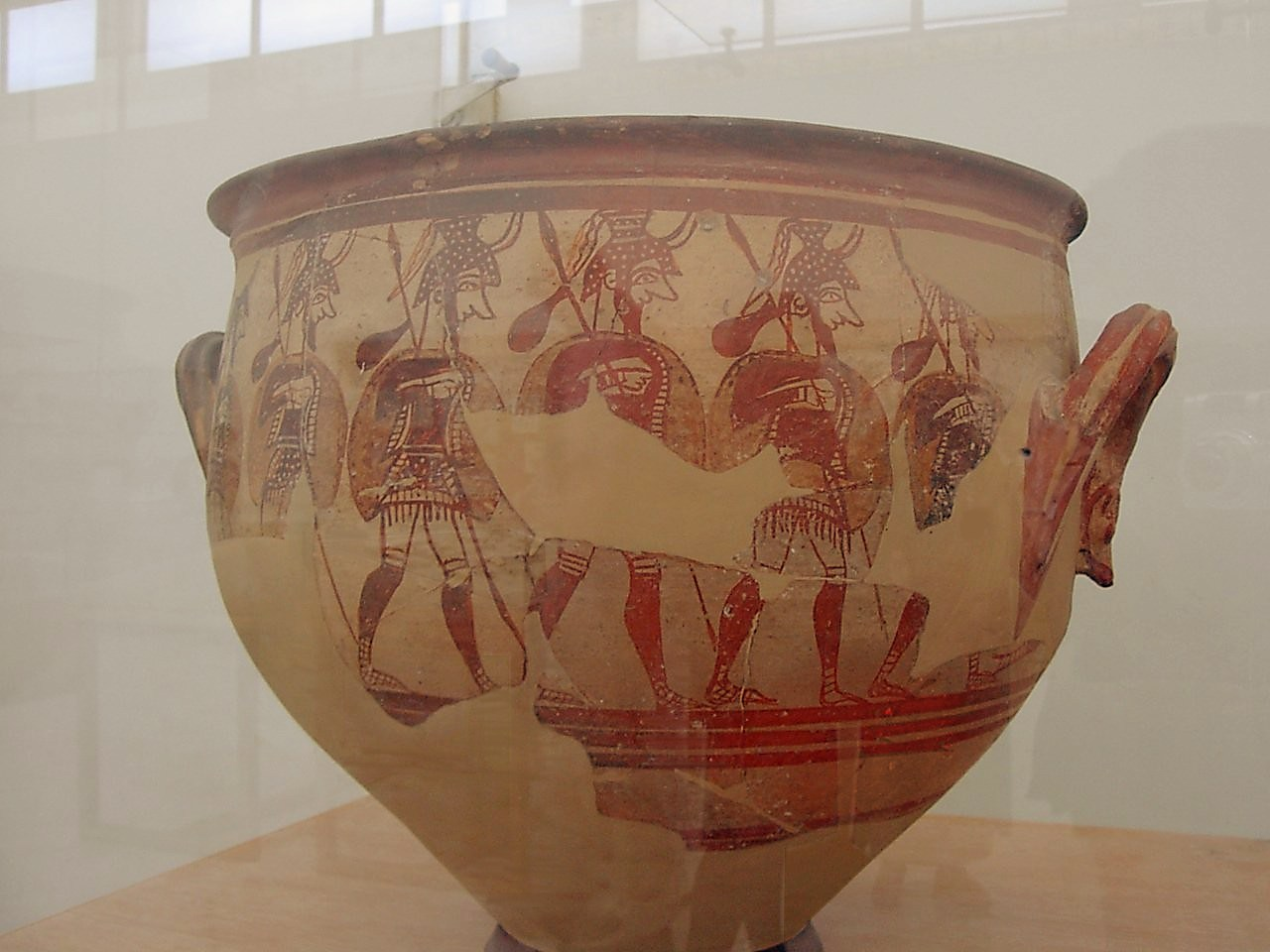
El llamado Vaso de los guerreros hallado en Micenas es una crátera de la Edad del Bronce que representa guerreros armados, alrededor del Museo Arqueológico Nacional de Atenas.

El uso de cráteras continuó hasta el período helenístico. La Cratera de Derveni (c. 320) data, entre otras cosas, del período helenístico temprano. La palabra "crátera" tiene su origen en la palabra griega kerannymi (κεράννυμι), que significa ‘mezclar’.
Las cráteras se utilizaban especialmente en simposios o festines. Los griegos generalmente consumían vino diluido con agua, y para mezclar el vino y el agua se utilizaban cráteras. Se vertía en la crátera cierta cantidad de agua y cierta cantidad de vino y luego se mezclaban las partes. El vino diluido estaba listo para ser disfrutado. La crátera se podía utilizar en conjunción con el psictero. Se colocaba dentro de la crátera mientras se enfriaba el vino. No está claro de qué manera se enfriaba: el vino estaba en una crátera o en una psictero, y el otro recipiente contenía nieve o agua fría.

## Formas y tipos
Una crátera es un recipiente grande con una boca ancha para servir bebida. El vaso tiene dos asas, cuya colocación y forma varían según el tipo de crátera. Hoy en día, solo los vasos con pies se consideran cráteras. Una crátera pequeña se llama krateriskos. Las cráteres estaban hechas tanto de arcilla como de bronce. Dependiendo del propósito, las decoraciones pintadas suelen representar motivos ceremoniales o funerarios.

## Tipos
Las cráteras se fabricaban en barro y en metales preciosos y se modelaban con formas distintas según el gusto del artista. Tenía siempre una boca muy ancha. Las formas más extendidas y que se han encontrado en las excavaciones son:

### Crátera de columnas
La  Crátera de columnas (también conocida como «crátera corintia») con asas verticales como fustes, que están rematadas por un saliente horizontal, que se extienden hasta la boca. La forma tiene su origen en la cerámica corintia, de la que fue copiada a la cerámica ática. Este tipo fue especialmente popular entre los años 575 y 425 a. C. Después de su desaparición en Grecia, siguió siendo popular en la cerámica apulia y en la cerámica etrusca. 

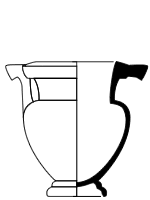
Forma de una crátera de columnas desde el exterior y el interior.
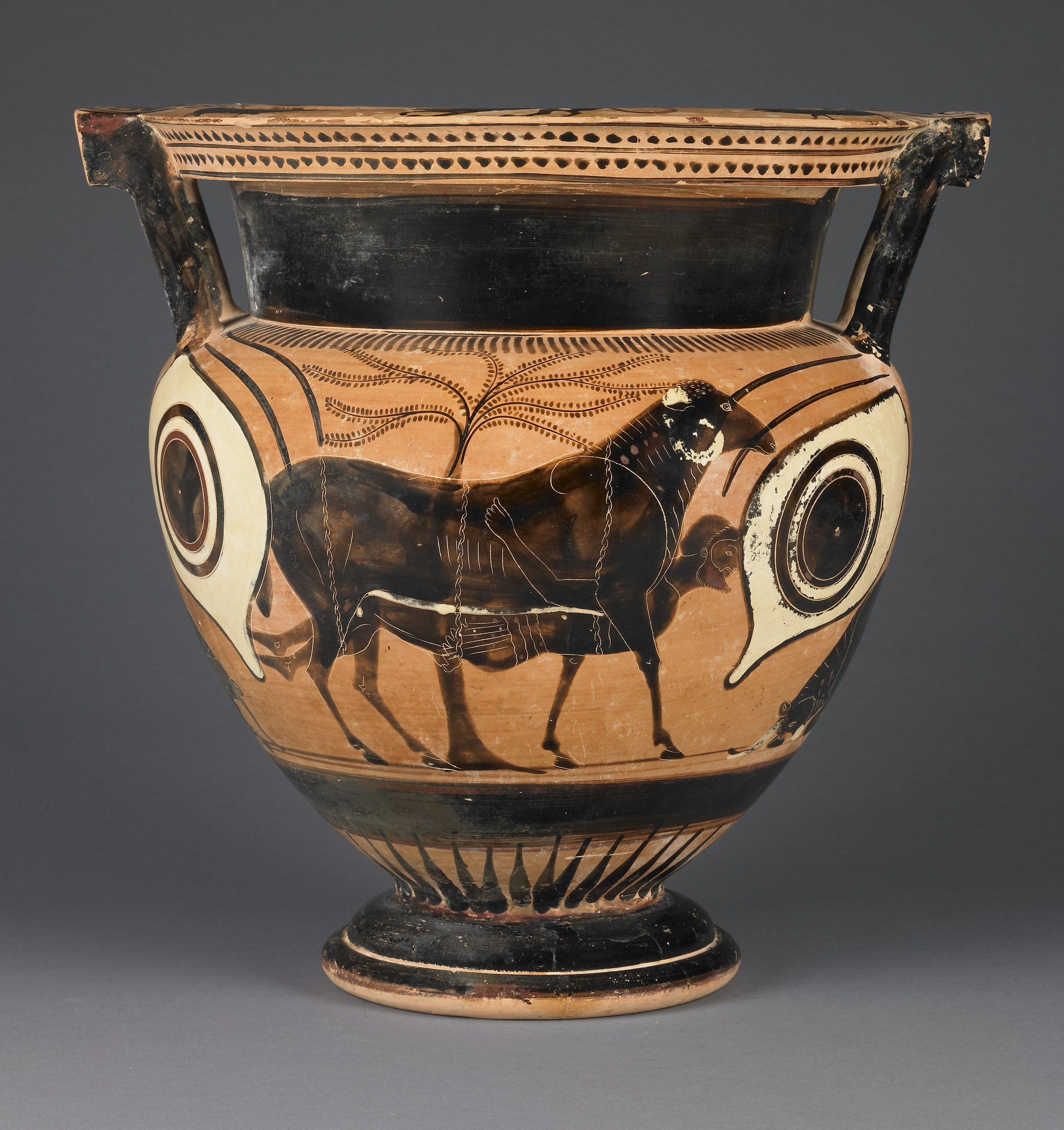
Crátera de columnas, c. siglo VI a. C.
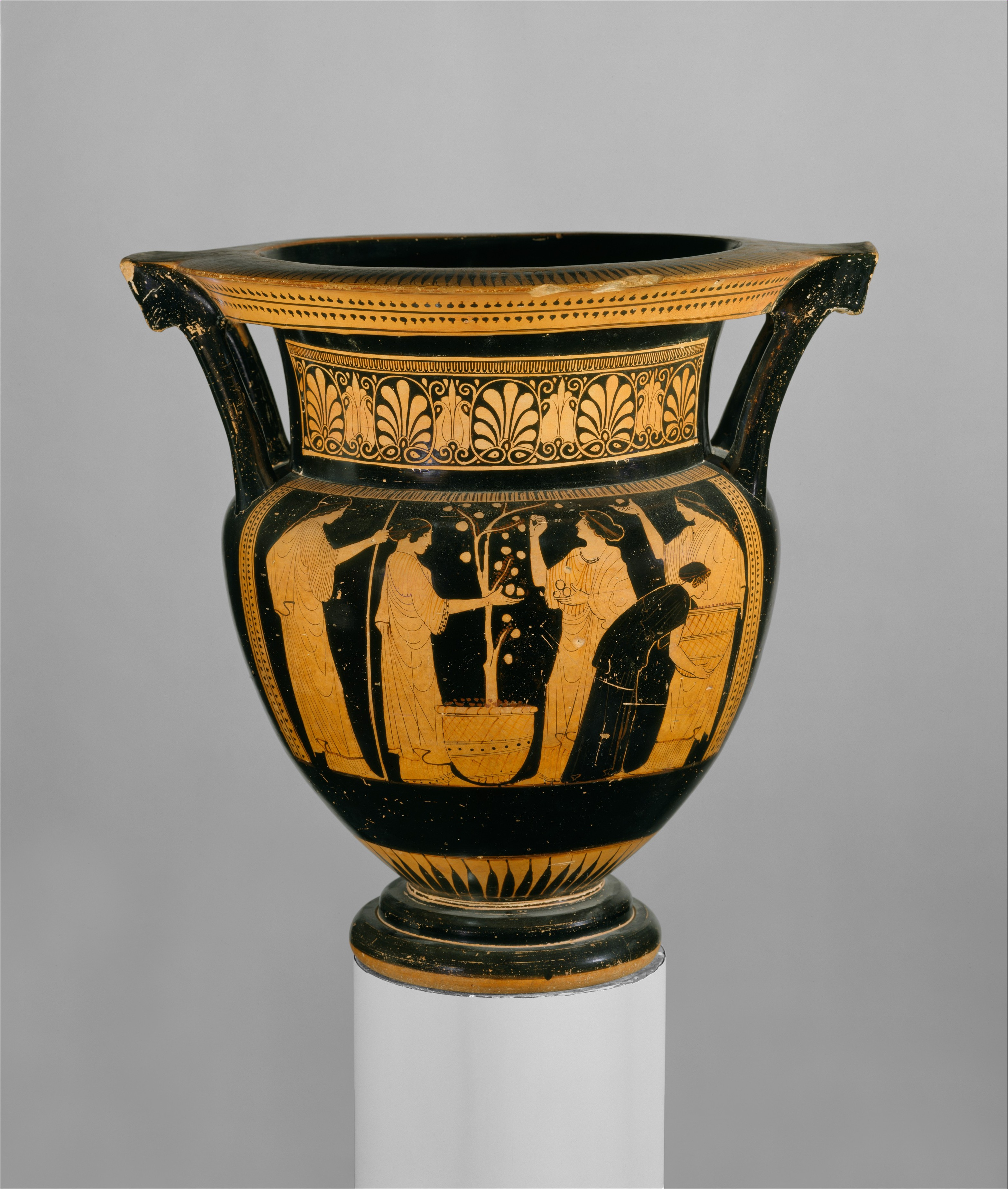
Crátera de columnas, c. 460 a. C.
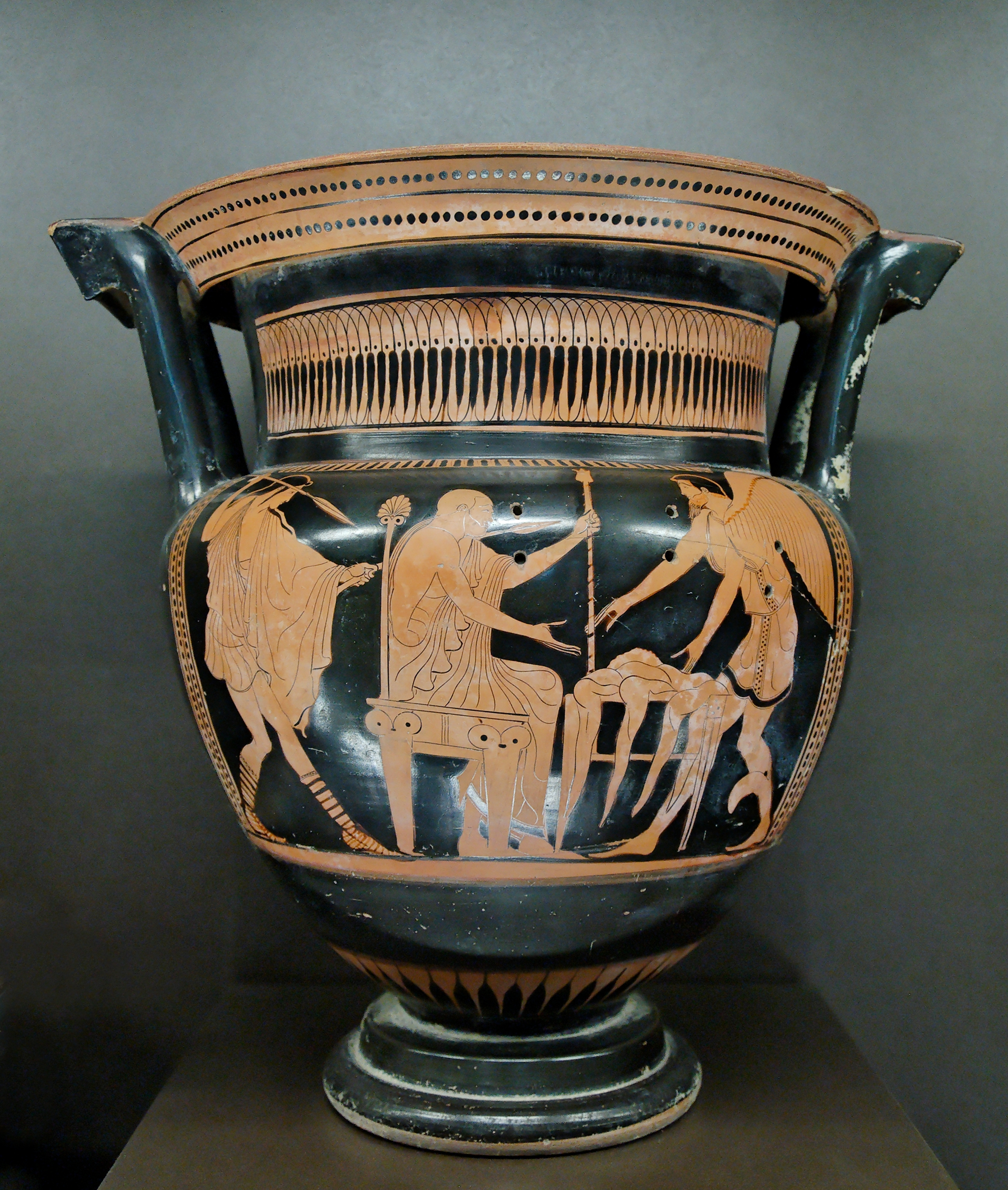
Crátera de columnas, c. 460 a. C.

### Crátera de volutas
Las asas de una crátera de volutas (también llamada «crátera laconia») se originan en el hombro del vaso y terminan en volutas que se curvan sobre la boca. La forma puede haber evolucionado a partir de la crátera columnar y puede haber sido influenciada por los jarrones de bronce del Peloponeso. Las cráteras de voluta se fabricaron en el siglo VII a. C. y se mantuvieron hasta el siglo IV a. C.. Ejemplos bien conocidos son la llamada cratera de Derveni y el vaso François.

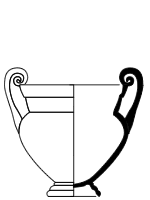
Forma de una crátera de volutas desde el exterior y el interior.
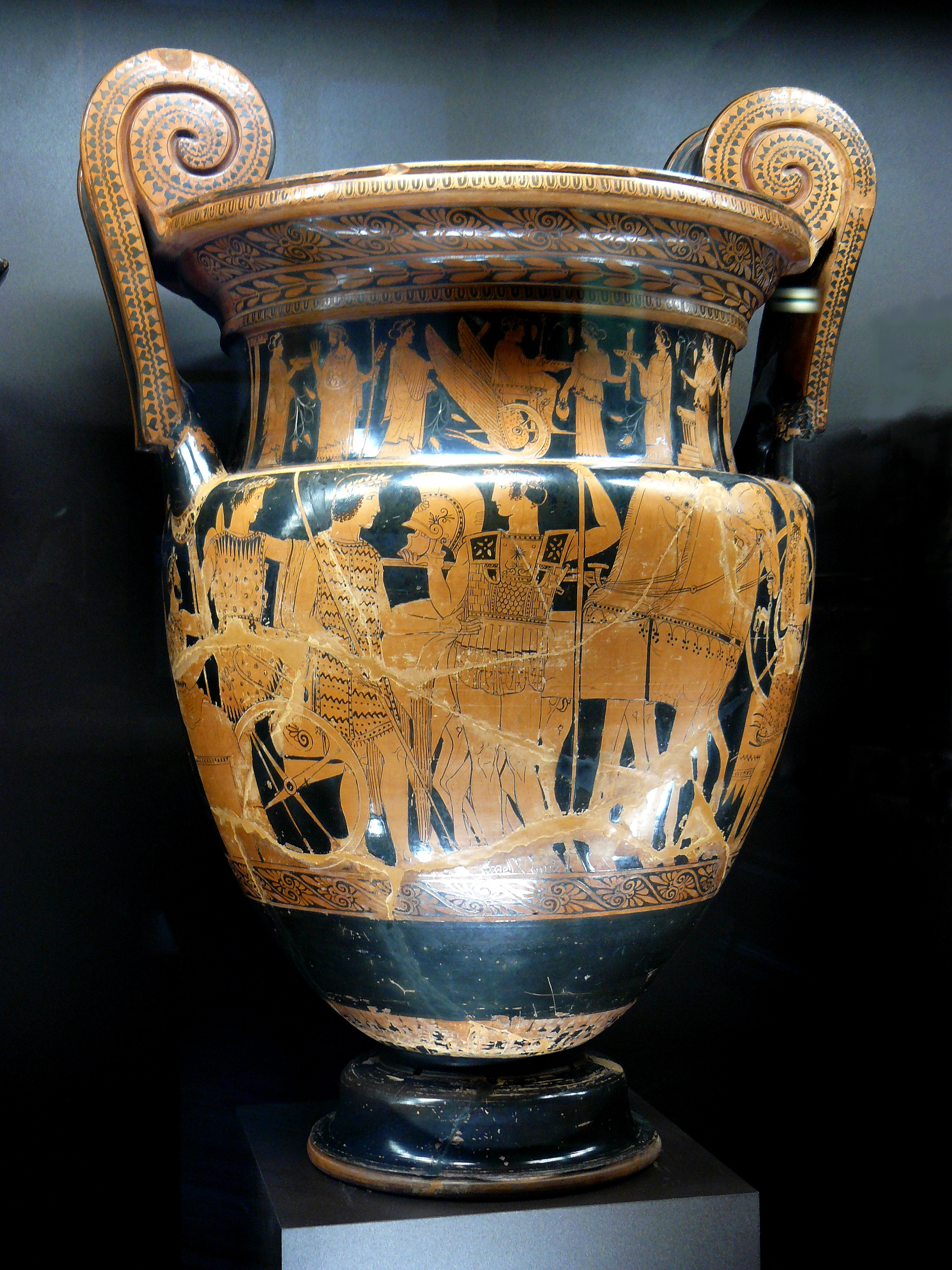
Crátera de volutas, c. 460–450 a. C..
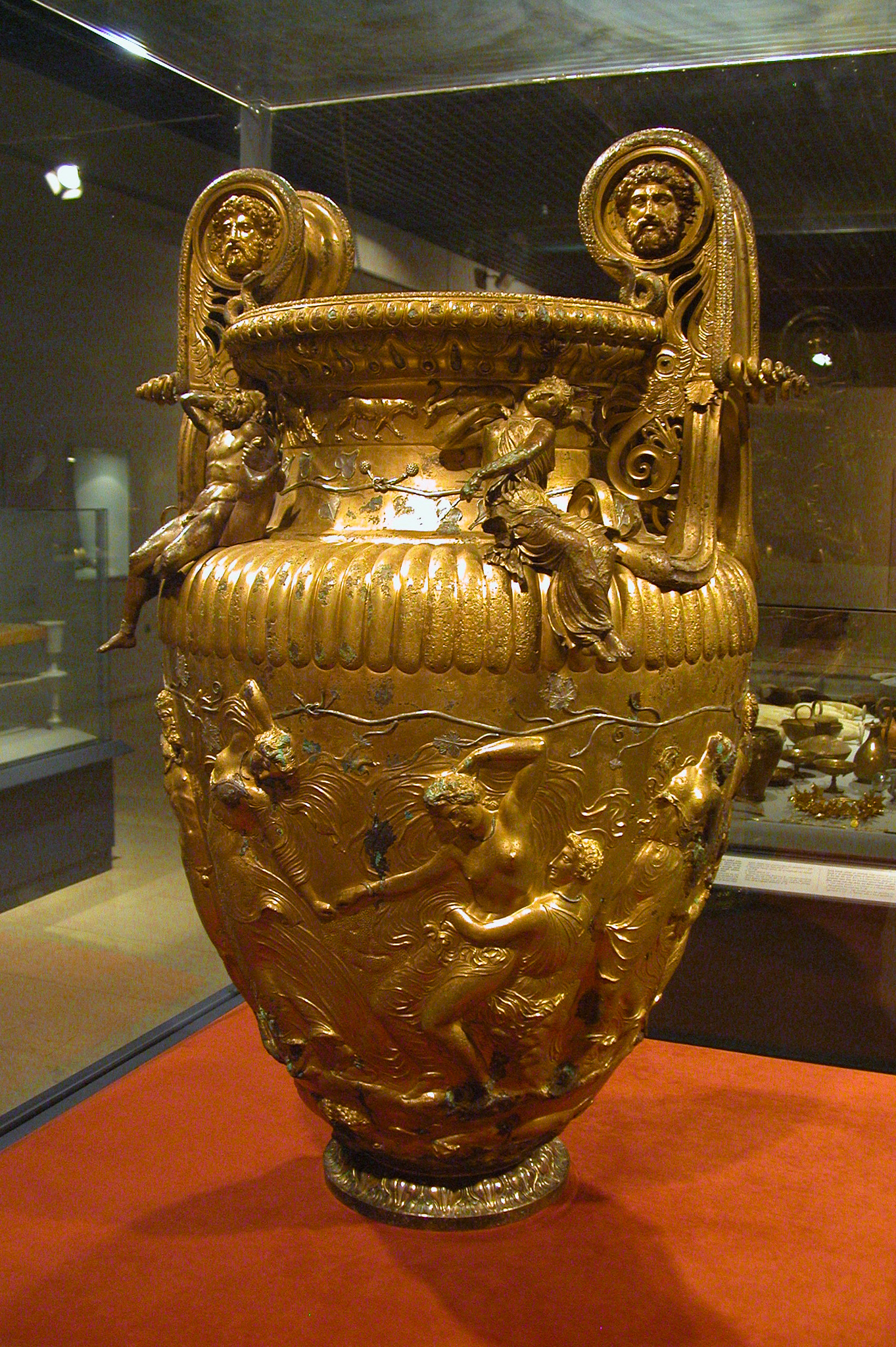
Cratera de Derveni, crátera de volutas, c. 330–320 a. C.
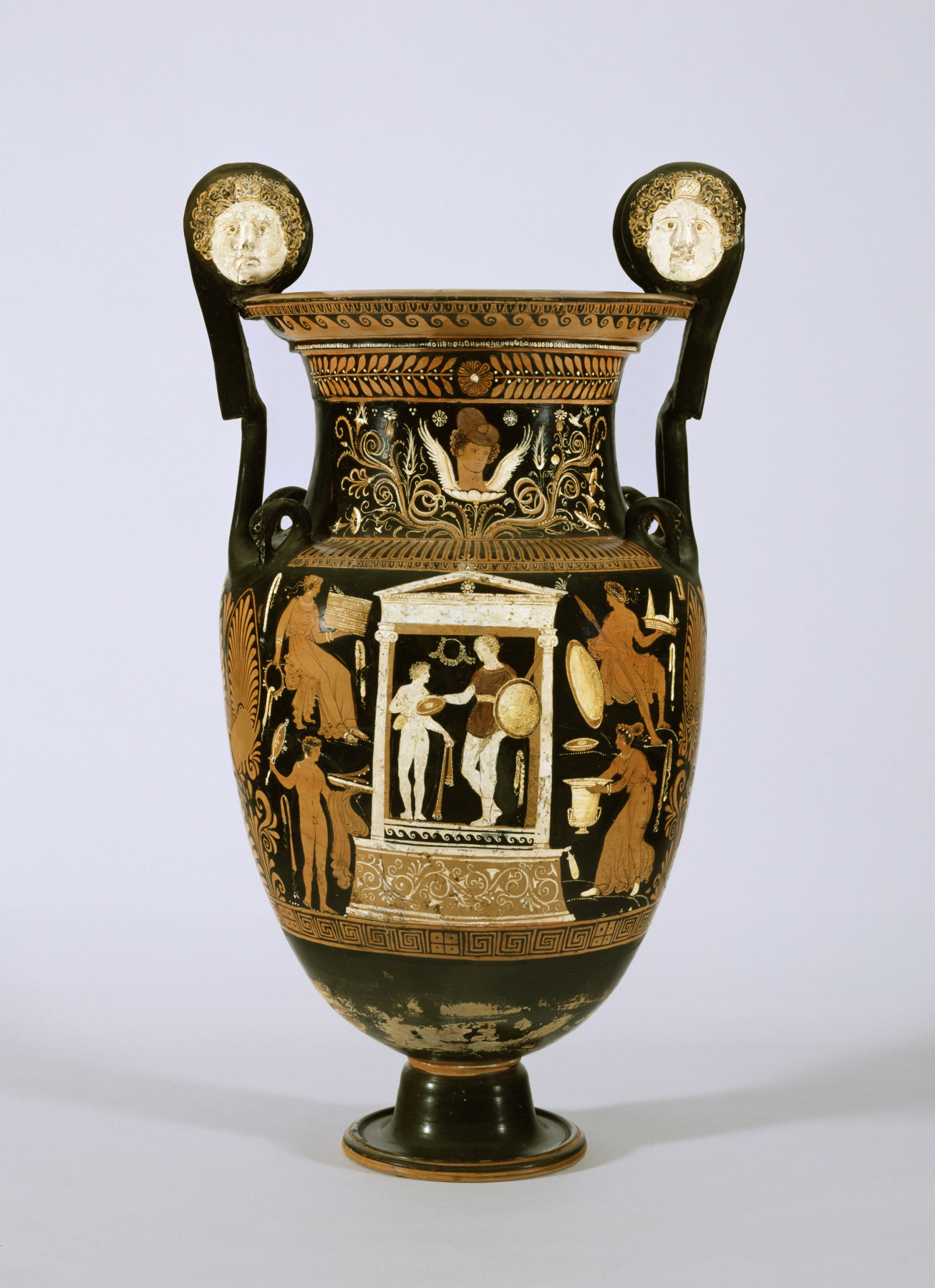
Crátera de volutas, c. 300 a. C.

### Crátera de cáliz
La crátera de cáliz, que recuerda al cáliz de las flores y cuyo perfil tiene forma casi de trapecio invertido. Es un tipo más moderno que las dos anteriores. Las asas están situadas en la parte inferior del cuerpo. El jarrón consta de dos partes, la parte inferior es convexa y la parte superior tiene bordes cóncavos. El ejemplo más antiguo que se conoce es de Exequias, y es posible que la forma haya sido desarrollada por él. Las cráteras de cáliz fueron fabricadas hasta el siglo IV a. C.

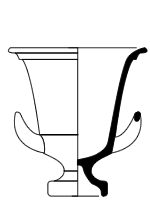
Forma de la crátera de cáliz desde el exterior y el interior.
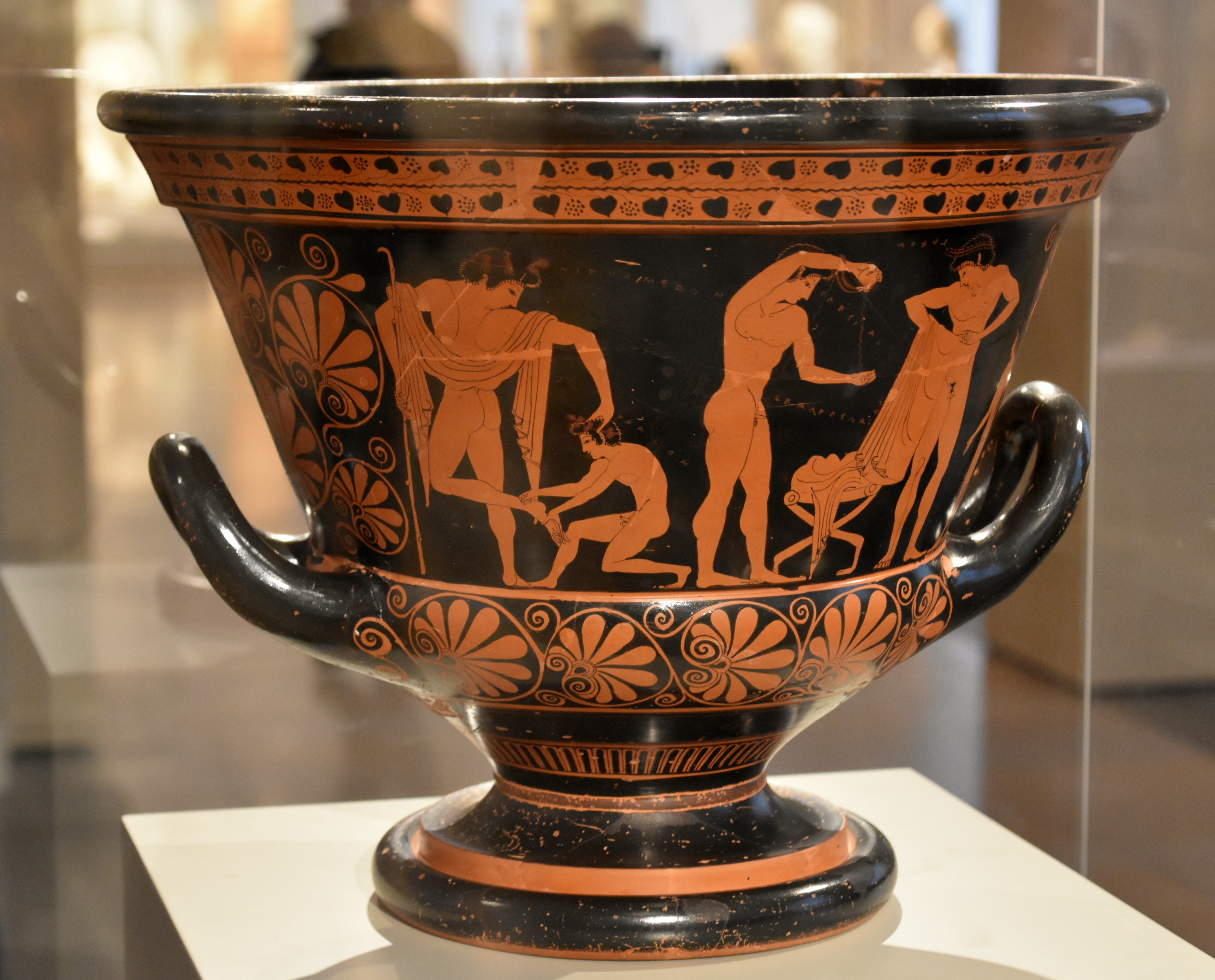
Crátera de cáliz, c. 500 a. C.
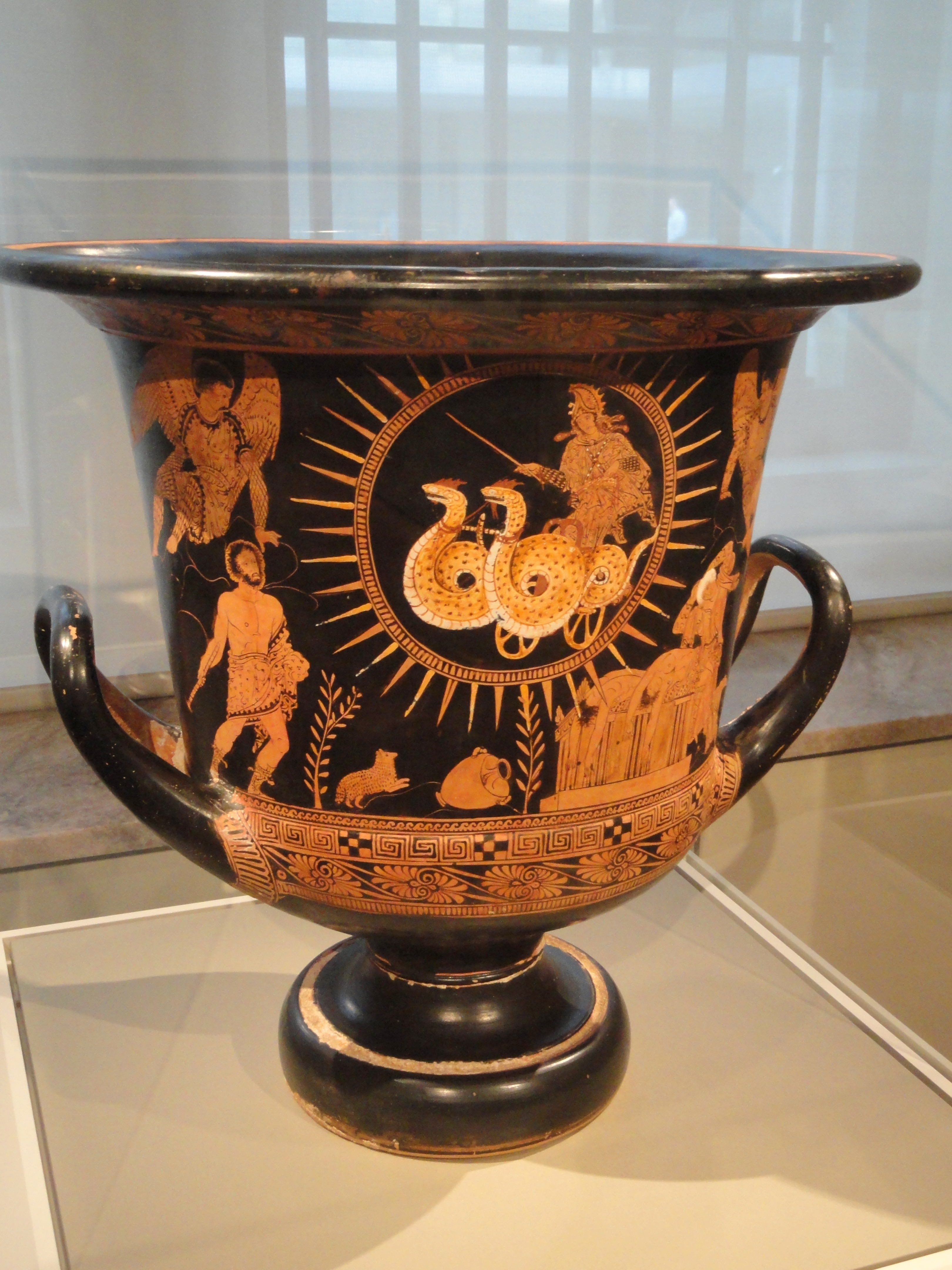
Crátera de cáliz, c. 400 a. C.
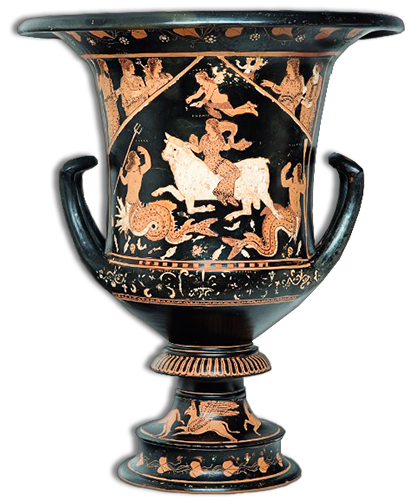
Crátera de cáliz, c. 300 a. C.

### Crátera de campana
La crátera de campana tiene un cuerpo en forma de campana  invertida, cuyas paredes se curvan hacia el borde superior. Las asas cortas están en la parte superior del cuerpo. Los primeros ejemplos a menudo no tienen base, pero las cráteras posteriores sí la tienen. Su producción comenzó con la cerámica de figuras rojas alrededor del año 500 a. C., y se fabricaron hasta principios del siglo IV a. C.